# 선전 항공의 운항 노선
선전 항공은 다음과 같은 노선을 운항하고 있다.

## 운항 노선

### 아시아

#### 동아시아
- 대한민국
  - 서울 - 인천국제공항
  - 제주 - 제주국제공항
- 중화인민공화국
  - 베이징
    - 베이징 - 베이징 수도 국제공항

  - 상하이
    - 상하이
      - 상하이 푸둥 국제공항
      - 상하이 훙차오 국제공항

  - 간쑤성
    - 란저우 - 란저우 중촨 국제공항

  - 광둥성
    - 광저우 - 광저우 바이윈 국제공항 허브
    - 선전 - 선전 바오안 국제공항 메인 허브
    - 산터우 - 제양 차오산 국제공항
    - 잔장 - 잔장 공항

  - 구이저우성
    - 구이양 - 구이양 룽둥바오 국제공항

  - 네이멍 구
    - 후허하오터 - 후허하오터 바이타 국제공항
    - 바우투 - 바우투 공항

  - 랴오닝성
    - 다롄 - 다롄 저우수이쯔 국제공항
    - 선양 - 선양 타오셴 국제공항 허브

  - 산둥성
    - 지난　- 지난 야오창 국제공항 허브
    - 칭다오 - 칭다오 류팅 국제공항

  - 산시성
    - 시안 - 시안 셴양 국제공항
    - 원청 - 원청 공항
    - 타이위안 - 타이위안 우수 국제공항

  - 쓰촨성
    - 청두 - 청두 솽류 국제공항

  - 안후이성
    - 허페이 - 허페이 신차오 국제공항
    - 황산 - 황산 툰시 국제공항

  - 원난 성
    - 쿤밍 - 쿤밍 창수이 국제공항
    - 리장 - 리장 삼이 국제공항
    - 징훙 - 시솽반나 가사 공항

  - 장시성
    - 난창 - 난창 창베이 국제공항
    - 징더전 - 징더전 공항

  - 장쑤성
    - 난징 - 난징 루커우 국제공항
    - 난퉁 - 난퉁 싱퉁 국제공항
    - 우시 - 순안 슈오팡 국제공항 허브
    - 창저우 - 창저우 번뉴 국제공항 허브

  - 저장성
    - 항저우 - 항저우 샤오산 국제공항
    - 원저우 - 원저우 용창 공항
    - 이우 - 이우 공항
    - 취저우 - 취저우 공항
    - 황옌 - 황옌 루콰오 공항

  - 지린성
    - 창춘 - 창춘 룽자 국제공항

  - 충칭
    - 충칭 - 충칭 장베이 국제공항

  - 칭하이성
    - 시닝 - 시닝 차오자바오 공항

  - 톈진
    - 톈진 - 톈진 빈하이 국제공항

  - 푸젠성
    - 샤먼 - 샤먼 가오치 국제공항
    - 취안저우 - 취안저우 진장 국제공항
    - 푸저우 - 푸저우 창러 국제공항
    - 우이산 - 난핑 우이산 공항

  - 하이난섬
    - 싼야 - 싼야 펑황 국제공항
    - 하이커우 - 하이커우 메이란 국제공항

  - 허난성
    - 정저우 - 정저우 신정 국제공항 허브
    - 뤼양 - 뤼양 공항

  - 허베이성
    - 스자좡 - 스자좡 정딩 국제공항
    - 우한 - 우한 톈허 국제공항
    - 샹판 - 샹판 공항
    - 이창 - 이창 공항

  - 헤이룽 성
    - 하얼빈 - 하얼빈 타이핑 국제공항

  - 후난성
    - 창사 - 창사 황화 국제공항
    - 창더 - 창더 공항

  - 광시 좡족 자치구
    - 구이린 - 구이린 량장 국제공항
    - 난닝 - 난닝 우수 국제공항 허브
    - 베이하이 - 베이하이 공항

  - 닝샤 후이족 자치구
    - 인촨 - 인촨 허둥 공항

  - 신장 위구르 자치구
    - 우루무치 - 우루무치 디워푸 국제공항

  - 티베트
    - 라싸 - 라싸 공가 공항
- 마카오
  - 마카오 - 마카오 국제공항
- 홍콩
  - 홍콩 - 홍콩 국제공항
- 일본
  - 도쿄 - 나리타 국제공항
  - 오사카 - 간사이 국제공항
  - 나고야 - 주부 센토레아 국제공항
  - 후쿠오카 - 후쿠오카 공항
- 대만
  - 타이베이 - 타이완 타오위안 국제공항

#### 동남아시아
- 베트남
  - 하노이 시 - 노이바이 국제공항
- 말레이시아
  - 쿠알라룸푸르 - 쿠알라룸푸르 국제공항
  - 페낭 - 페낭 국제공항
- 싱가포르
  - 싱가포르 - 싱가포르 창이 공항
- 인도네시아
  - 자카르타 - 수카르노 하타 국제공항
- 태국
  - 방콕 - 수완나품 국제공항
  - 푸켓 - 푸켓 국제공항

### 유럽
- 영국
  - 런던 - 히스로 공항

## 과거 취항지

### 아시아

#### 동아시아
- 중화인민공화국
  - 쿤밍 - 쿤밍 우자바 국제공항
  - 룽옌 - 롱옌 리옌청 공항
- 대만
  - 타이베이 - 타이베이 쑹산 공항

#### 동남아시아
- 말레이시아
  - 코타키나발루 - 코타키나발루 국제공항
- 베트남
  - 호찌민 시 - 떤선녓 국제공항
- 필리핀
  - 마닐라 - 니노이 아키노 국제공항